# Turuhanszki járás
A Turuhanszki járás (oroszul: Tуруханский район) Oroszország egyik járása a Krasznojarszki határterületen. Székhelye Turuhanszk.

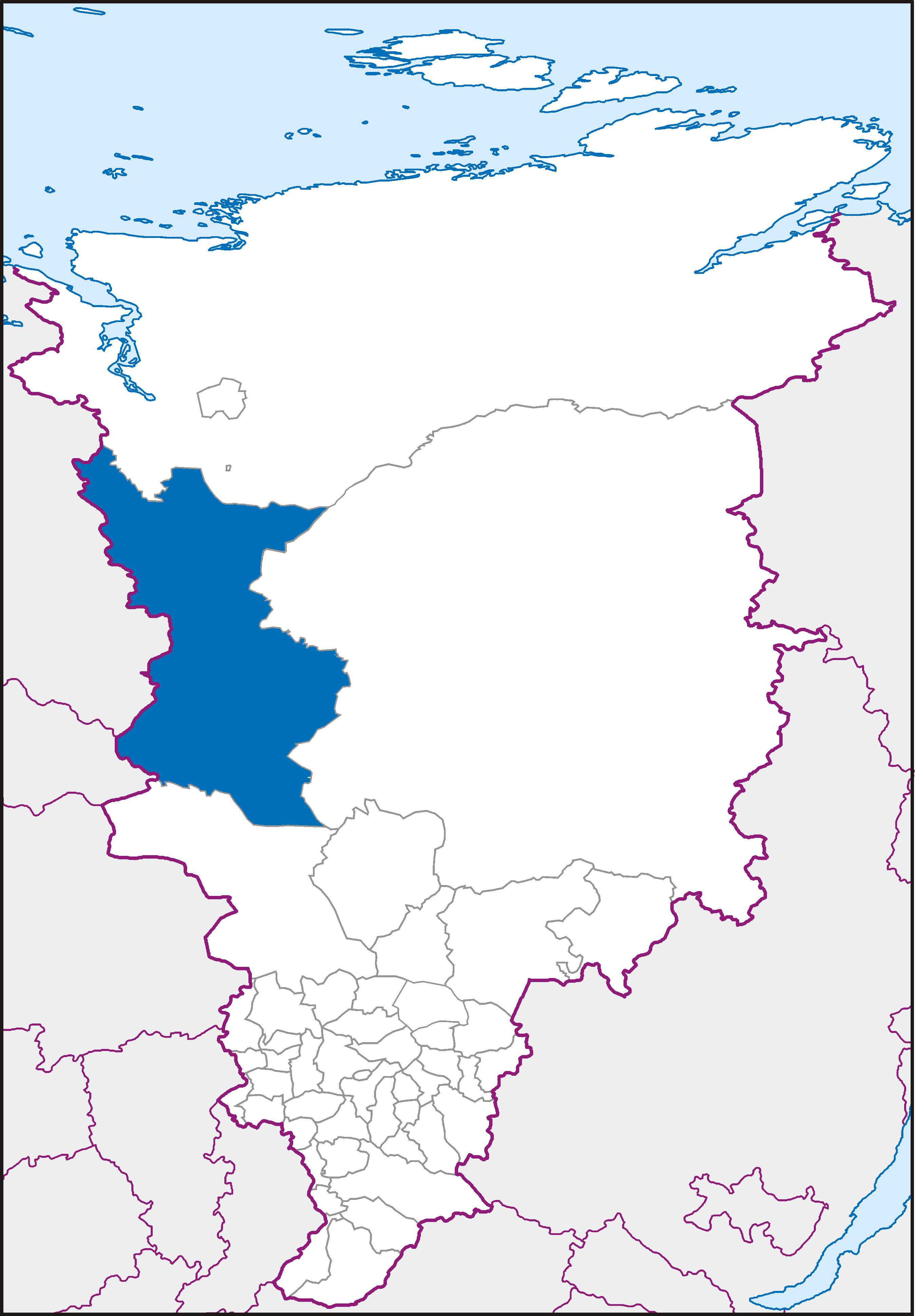
A Turuhanszki járás a Krasznojarszki határterületen

## Népesség
- 1989-ben 19 257 lakosa volt.
- 2002-ben 12 439 lakosa volt, melyből 866 ket, 369 szölkup, 188 evenk.
- 2010-ben 18 728 lakosa volt.